# Mario Patuzzi
Mario Patuzzi (Isola della Scala, 31 luglio 1907 – Verona, 13 aprile 1983) è stato un calciatore italiano, di ruolo attaccante.

## Caratteristiche tecniche
Giocava come centravanti per Verona, Brescia, Bari, Spal e Venezia.
In carriera ha segnato complessivamente 56 gol in 194 partite di Serie B.

## Statistiche

### Presenze e reti nei club
| Stagione        | Squadra         | Campionato      | Campionato | Campionato | Coppe nazionali | Coppe nazionali | Coppe nazionali | Totale | Totale |
| Stagione        | Squadra         | Comp            | Pres       | Reti       | Comp            | Pres            | Reti            | Pres   | Reti   |
| --------------- | --------------- | --------------- | ---------- | ---------- | --------------- | --------------- | --------------- | ------ | ------ |
| 1929-1930       | Verona          | B               | 31         | 15         | -               | -               | -               | 31     | 15     |
| 1930-1931       | Verona          | B               | 27         | 3          | -               | -               | -               | 27     | 3      |
| 1931-1932       | Verona          | B               | 23         | 12         | -               | -               | -               | 23     | 12     |
| 1932-1933       | Brescia         | B               | 27         | 3          | -               | -               | -               | 27     | 3      |
| 1933-1934       | Bari            | B               | 18         | 4          | -               | -               | -               | 18     | 4      |
| 1934-1935       | Verona          | B               | 12         | 6          | -               | -               | -               | 12     | 6      |
| Totale Verona   | Totale Verona   | Totale Verona   | 93         | 36         |                 |                 |                 | 93     | 36     |
| 1935-1936       | SPAL            | B               | 32         | 10         | CI              | 2               | 0               | 34     | 10     |
| 1936-1937       | Venezia         | B               | 24         | 3          | CI              | ?               | ?               | 24+    | 3+     |
| Totale Carriera | Totale Carriera | Totale Carriera | 194        | 56         |                 | 2+              | 0+              | 196+   | 56+    |